# Jade Grillet-Aubert
 Jade Grillet-Aubert, née le 22 novembre 1997 à Évian-les-Bains, est une skieuse alpine et une skieuse acrobatique française spécialiste du skicross.

## Biographie - ski alpin

ski alpin

### Débuts
Elle est la fille de Jean-Marcel Grillet-Aubert qui était le président du ski-club de Châtel.
Le 9 avril 2013, elle devient Championne de France des moins de 16 ans en Slalom Géant aux Menuires.
Elle fait ses débuts en Coupe d'Europe en Janvier 2014. 
En Mars 2015 elle se blesse (fracture d'une vertèbre).

### Saison 2016-2017
Elle marque ses premiers points en Coupe d'Europe en terminant 15e du Slalom Géant de Kvitfjell le 8 décembre 2016.
Elle dispute ses premiers Championnats du Monde Juniors, et prend une belle 17e place au Slalom Géant le 12 mars 2017 à Are.
Le 27 mars 2017, elle crée la sensation en devenant vice-Championne de France de Slalom Géant à  Lélex, à l'âge de 19 ans.

### Saison 2017-2018
Elle intègre l’équipe de France B à partir de la saison 2017-2018.
Le 30 janvier 2018 à Davos, elle prend la 23e place du Slalom Géant des Championnats du Monde Juniors.
Le 8 mars 2018, elle réalise son premier top-10 en Coupe d'Europe, au Slalom Géant de La Molina.

### Saison 2018-2019
Le 21 décembre 2018, elle dispute sa première épreuve de Coupe du Monde dans le Slalom Géant de Courchevel.

## Palmarès[5]en ski alpin

### Championnats du Monde Juniors
| Épreuve / Édition   | Slalom géant |
| Mondiaux 2017 Are   | 17e          |
| Mondiaux 2018 Davos | 23e          |

### Coupe d'Europe
- Meilleur résultat sur une épreuve de Coupe d'Europe de Slalom Géant : 10e à La Molina le 8 mars 2018
- 33 épreuves de Coupe d'Europe disputées (au 16 mars 2018)

#### Classements
| Saison / Épreuve | Saison / Épreuve | Général | Général | Descente | Descente | Super G | Super G | Géant  | Géant  | Slalom | Slalom | Combiné | Combiné |
| ---------------- | ---------------- | ------- | ------- | -------- | -------- | ------- | ------- | ------ | ------ | ------ | ------ | ------- | ------- |
| Saison / Épreuve | Saison / Épreuve | Class.  | Points  | Class.   | Points   | Class.  | Points  | Class. | Points | Class. | Points | Class.  | Points  |
| 2017             | 2017             | 110e    | 21      | -        | -        | -       | -       | 34e    | 21     | -      | -      | -       | -       |
| 2018             | 2018             | 77e     | 81      | -        | -        | -       | -       | 25e    | 81     | -      | -      | -       | -       |
| 2019             | 2019             | 162e    | 10      | -        | -        | -       | -       | 75e    | 10     | -      | -      | -       | -       |

### Championnats de France

#### Elite
En 2017, elle est  vice-Championne de France de Slalom Géant, juste derrière Tessa Worley, la Championne du Monde en titre.
| Édition / Epreuve                          | Descente | Super-G | Slalom géant | Slalom | Super combiné |
| ------------------------------------------ | -------- | ------- | ------------ | ------ | ------------- |
| Championnats 2014 Méribel                  | -        | -       | 33e          | 27e    | -             |
| Championnats 2015 Tignes/Serre-Chevalier   | -        | -       | -            | -      | -             |
| Championnats 2016 Les Menuires             | 26e      | 15e     | 27e          | -      | -             |
| Championnats 2017 Tignes/Val Thorens/Lélex | -        | 18e     | Argent       | 18e    | Abandon       |
| Championnats 2018 Châtel                   | 12e      | 10e     | 10e          | -      | -             |

#### Jeunes
2 titres de Championne de France

##### Juniors U21 (moins de 21 ans)
En 2017, elle est Championne de France Juniors de Slalom Géant.

##### Minimes U16 (moins de 16 ans)
En 2013, elle est Championne de France de Slalom Géant

## Biographie - skicross

ski acrobatique

Jade Grillet-Aubert se reconvertit dans le skicross à partir de la saison 2019-2020.

### Saison 2019-2020
Le 18 décembre, elle débute en Coupe d'Europe en prenant la 7e place de l'épreuve de Val Thorens.
Dès ces premiers championnats de France elle monte sur le podium en prenant la 3e place de la compétition remportée par Marielle Berger Sabbatel à Val Thorens le 10 janvier.
Le 1er février elle dispute sa 1re épreuve de Coupe du Monde dans l'épreuve de Mégève.
Le 20 février elle obtient son 1er succès en Coupe d'Europe dans l'épreuve de Reiteralm.
Sa saison prend fin début mars  avec l’arrêt des compétitions de ski en raison de la pandémie de maladie à coronavirus.
Elle prend la 3e place du classement général de la Coupe d'Europe de skicross, ce qui est remarquable pour sa premiere participation à cette compétition.

### Saison 2020-2021
Elle intègre le groupe de l'équipe de France qui dispute les courses de Coupe du Monde.
A Val Thorens le 20 décembre 2020, pour la 4e épreuve de Coupe du monde de sa jeune carrière, elle réussit l'exploit de se hisser en finale et d'obtenir une fantastique 2e place devant Marielle Thompson, la championne du monde en titre,. Le lendemain, sur le 2e skicross de Val Thorens, elle accomplit à nouveau la prouesse de se qualifier pour la finale. Alors que la 2e place (au minimum) lui tend les bras en finale, elle s'accroche avec Katrin Ofner, chute et doit se contenter de la 4e place.
Fin janvier, elle obtient à Idre Fjäll une 7e place, suivie le lendemain par une 10e place.
Du 10 au 13 février, elle dispute ses premiers championnats du monde à Idre Fjäll. Elle obtient le 12e temps des qualifications et accède ainsi aux quarts de finale. Elle prend la 3e place de son quart de finale et manque de peu sa qualification pour les demi-finales. Elle termine à la 12e place de ces championnats du monde.
Avec 7 tops-10 sur 10 courses (dont 1 podium), elle prend la 9e place du classement général de la Coupe du monde de skicross.
À la suite de cette saison elle obtient le titre de « rookie de l’année ».

### Saison 2021-2022
En mai 2021, elle intègre l'équipe de France A de skicross,.
Le 22 janvier 2022, elle signe un nouveau podium en coupe du monde en prenant la 3e place de la première épreuve d'Idre Fjäll. Le lendemain elle récidive en terminant 2e derrière l'indétrônable Sandra Näslund.
En février, elle est sélectionnée pour ses premiers Jeux olympiques, à Pékin. Elle est éliminée en quarts de finale et prend la 14e place du classement final.
Elle termine sa saison de Coupe du monde à une remarquable 5e place au classement général du skicross.
Enfin, aux Contamines elle est sacrée  pour la première fois Championne de France de skicross.

### Saison 2022-2023
Malgré un résultat encourageant en début de saison à Val Thorens où elle prend la 7e place en coupe du monde, les résultats ne sont pas au rendez-vous. De plus elle se blesse au dos  début 2023, ce qui engendre sa non -sélection pour les championnats du monde. 
En fin de saison elle se ressaisit et en mars monte pour la 4e fois sur un podium de coupe du monde en prenant une belle seconde place à Veysonnaz. En avril elle est vice-championne de France de skicross à Val Thorens derrière Marielle Berger Sabbatel.

### Saison 2023-2024
Elle démarre sa saison de coupe du monde avec deux 7e place lors des épreuves de Val Thorens. Malheureusement, le 21 décembre, elle chute los de son quart de finale à Innichen et  se blesse au genou (ligaments croisés), ce qui met fin à sa saison,.

### Saison 2024-2025
Elle revient après son opération du genou. En coupe du monde elle obtient son meilleur résultat en février sur l'épreuve de Veysonnaz où elle prend la 5e. En mars elle dispute ses seconds championnats du monde, à Engadine. Elle s'y classe 5e dans l'épreuve individuelle. Par équipes, elle forme l'équipe de France 2, associée avec Melvin Tchiknavorian. Le 22 mars 2025, au terme d'une compétition haletante, elle devient vice-championne du monde de l'épreuve par équipes, remportée par les Suisses,. Elle termine la saison à la 10e place du classement de la coupe du monde de skicross.

## Palmarès en skicross

### Jeux olympiques de ski acrobatique
| Épreuve / Édition | Skicross |
| JO 2022 Pékin     | 14e      |

### Championnats du Monde de ski acrobatique
| Épreuve / Édition       | Skicross individuel | Skicross par équipe |
| Mondiaux 2021 Idrefjäll | 12e                 | -                   |
| Mondiaux 2025 Engadine  | 5e                  | Argent              |

### Coupe du monde de ski acrobatique
- Meilleur classement général : 184e en 2020
- Meilleur classement en skicross : 5e en 2022
- 4 podiums dont :
  - 2e à Val Thorens le 20 décembre 2020.
  - 2e à Idre Fjäll le 22 janvier 2022.
  - 2e à Veysonnaz le 12 mars 2023.

#### Différents classements en coupe du monde
| Année/Classement | Année/Classement | Général | Général | Skicross | Skicross |
| ---------------- | ---------------- | ------- | ------- | -------- | -------- |
| Année/Classement | Année/Classement | Class.  | Points  | Class.   | Points   |
| 2020             | 2020             | 184e    | 1       | 35e      | 11       |
| 2021             | 2021             |         |         | 9e       | 313      |
| 2022             | 2022             |         |         | 5e       | 396      |
| 2023             | 2023             |         |         | 12e      | 310      |
| 2024             | 2024             |         |         | 19e      | 128      |
| 2025             | 2025             |         |         | 10e      | 457      |

### Coupe d'Europe de skicross
- Meilleur classement général : 3e en 2020

#### Différents classements en Coupe d'Europe
| Année/Classement | Année/Classement | Skicross | Skicross |
| ---------------- | ---------------- | -------- | -------- |
| Année/Classement | Année/Classement | Class.   | Points   |
| 2020             | 2020             | 3e       | 330      |

### Championnats de France Elite
| Édition / Epreuve                         | Skicross |
| ----------------------------------------- | -------- |
| Championnats 2020 Val Thorens             | Bronze   |
| Championnats 2022 Les Contamines-Montjoie | Or       |
| Championnats 2023 Val Thorens             | Argent   |